# Genre journalistique

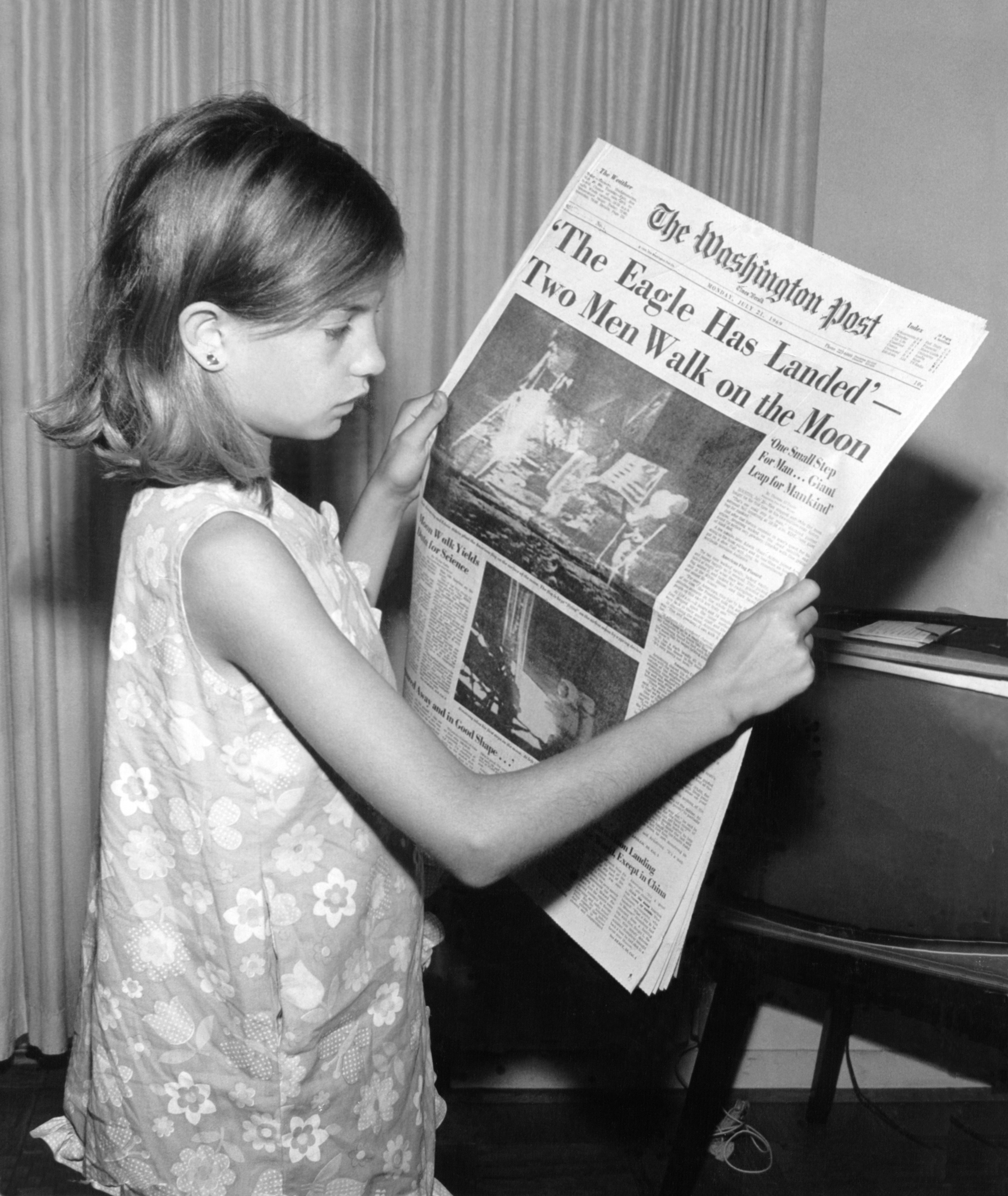
Jeune fille tenant le journal The Washington Post le lundi 21 juillet 1969 avec comme titre « L'aigle s'est posé. Deux hommes ont marché sur la Lune ».

Un genre journalistique est un concept catégoriel visant à classer les productions journalistiques (originellement, les articles de presse écrite) selon différents critères (finalité, processus de production, format).
Le reportage, l'éditorial ou la brève sont des exemples de genres journalistiques. Le choix d'un genre par le journaliste vient compléter ceux du sujet et de l'angle adopté.

## Typologies
Il existe différents genres journalistiques qui se distinguent à la fois par leur format, leur processus de production journalistique et leur finalité. Le choix du genre journalistique par le journaliste intervient en complément de la définition du sujet et de l'angle utilisé pour traiter ce dernier.
Journalistes et linguistes proposent plusieurs typologies des différents genres journalistiques, notamment : les genres courts (en longueur — typiquement, la brève) versus longs (par exemple le reportage) ; le journalisme assis (qui peut être produit à un bureau) versus debout (qui nécessite d'aller sur le terrain) ; ou bien encore les genres d'information factuelle versus ceux de commentaire. Diverses autres typologies sont cependant proposées par des linguistes,.
Il est admis que, indépendamment de la typologie retenue, les méta-genres ne sont pas étanches et forment un continuum (un genre peut être à mi-chemin entre l'information factuelle et le commentaire),, de même qu'un texte « appartient dans une mesure plus ou moins grande à un genre », ainsi que l'écrit Ligia Stela Florea.

### Informationversuscommentaire
Cette typologie, classique, connaît une variante construite autour de trois meta-genres que sont l'information factuelle, l'explication (analyse), l'opinion.
Le linguiste Jean-Michel Adam ajoute à l'opposition « information » versus « commentaire » une dimension énonciative, associant au pôle « information » un critère de distanciation du journaliste vis-à-vis de l'information délivrée, et au pôle « commentaire » l'implication du journaliste.
Principaux genres journalistiques classés selon leur position sur l'axe information (en haut) / commentaire (en bas) :
- la brève et le filet (ou entrefilet), qui rendent compte succinctement d'une information.
- la revue de presse.
- le compte rendu, qui relate de manière plutôt factuelle un événement auquel a assisté le journaliste.
- l'enquête (investigation); qui s'appuie sur des recherches, des documents, des témoignages et des analyses pour révéler ou rendre compte d'un sujet.
- le reportage
- l'interview
- le portrait[7]; genre journalistique codifié, souvent apprécié des lecteurs. Il se caractérise par la description mais aussi le reportage, ainsi que par le respect de la vie privée mais aussi parfois la découverte d'anecdotes, voire d'indiscrétions.
- l'analyse (ou commentaire), dans laquelle une information d'ordre économique ou politique est expliquée et mise en perspective.
- l'éditorial, qui présente généralement la position de la rédaction sur un sujet donné.
- la tribune libre
- le courrier des lecteurs
- le billet, ou billet d'humeur, dans lequel un rédacteur donne libre cours à ses impressions sur un sujet
- la caricature: dessin polémique, elle cherche à déclencher le rire, déforme, parodie, raille, ridiculise, dénonce une situation ou le comportement d'une personne ou d'un groupe social.
- la chronique et l'écho.

### Journalisme assisversusde terrain
Dans cette typologie, l'opposition entre les différents genres se fonde sur la division du travail entre journalistes de terrain et journalistes de bureau (notamment secrétaires de rédaction), théorisée en 1971 par Jeremy Tunstall et que rapporte le sociologue Erik Neveu ; cette distinction tend néanmoins à s'effacer, constate Tunstall en 1996.
Les genres relevant du « journalisme assis » :
- les genres d'opinion, tels que l'éditorial, le billet, la chronique, la tribune libre et la critique littéraire, d'art ou de cinéma ;
- les genres factuels et concis tels que la brève et le filet.

Les genres relevant du journalisme de terrain : le compte rendu ; le reportage ; l'interview (et le micro-trottoir) ; le portrait ; l'enquête.